# La fiamma che non si spegne
Pour plus de détails, voir Fiche technique et Distribution.
La fiamma che non si spegne est un film de guerre italien réalisé par Vittorio Cottafavi et sorti en 1949.
Il s'inspire de l'histoire de Salvo D'Acquisto, un officier des Carabiniers qui est mort pour éviter à d'autres d'être exécutés par les Allemands pendant la Seconde Guerre mondiale.

## Synopsis
Giuseppe Manfredi, fils cadet d'un agriculteur, décide de s'engager dans le corps des carabiniers. Avant de partir pour le front de la Première Guerre mondiale, il épouse sa fiancée Maria.
Giuseppe meurt au front, laissant derrière lui sa femme et son fils Luigi, qui, à l'âge adulte, suit les traces de son père en s'engageant lui aussi dans les carabiniers. Au début de la Seconde Guerre mondiale, il est envoyé par le commandement sur le front africain, d'où, pour cause de maladie, il est transféré avec le grade de brigadier au poste situé près de sa ville natale.
Après la mort de deux soldats allemands, dix hommes sont capturés en représailles et fusillés. Luigi décide de se rendre responsable de l'attaque et meurt, sauvant ainsi ses compatriotes.

## Fiche technique
- Titre original italien : La fiamma che non si spegne[1]
- Réalisation : Vittorio Cottafavi
- Scénario : Franco Navarra Viggiani, Oreste Biancoli, Giuliano Conte
- Photographie : Gábor Pogány, Bitto Albertini
- Montage : Renzo Lucidi (en)
- Musique : Alessandro Cicognini
- Décors : Ottavio Scotti (it)
- Production : Franco Navarra Viggiani
- Société de production : Orsa Film
- Pays de production :  Italie
- Langue originale : italien
- Format : Noir et blanc - 1,37:1 - Son mono - 35 mm
- Genre : film de guerre
- Durée : 95 minutes
- Date de sortie :
  - Italie : 31 août 1949 (Mostra de Venise 1949)

## Distribution
- Leonardo Cortese : Giuseppe Manfredi
- María Denis : Maria
- Gino Cervi : Luigi Manfredi
- Luigi Tosi : Giovanni
- Carlo Campanini : Oncle de Maria
- Fulvia Mammi : Norina
- Dina Romano :
- Tino Buazzelli :
- Danielle Benson :
- Nando Bruno :
- Barbara Vassarotti.
- Giampaolo Rosmino.
- Gustavo Serena

## Production
Directement inspiré du roman Itala gens de Navarra Viggiani, il rappelle à certains égards l'histoire de Salvo D'Acquisto, le sacrifice d'un Carabinier qui s'accuse d'une tentative d'assassinat pour sauver dix hommes des représailles allemandes. L'assistant réalisateur et collaborateur au scénario est Giorgio Capitani. Le film est tourné aux studios de Cinecittà. Le film a été restauré en 2009 par le Centro sperimentale di cinematografia et présenté à la Mostra de Venise de la même année, dans la section « Questi fantasmi 2 ».

## Accueil critique
Le film n'a pas été bien accueilli par les critiques, en particulier les critiques de gauche, qui l'ont accusé de sympathiser avec le régime fasciste tout juste renversé.